# (60622) Pritchet
60622 Pritchet (2000 FK8) es un asteroide del Cinturón de asteroides descubierto el 30 de marzo de 2000 por D. D. Balam en el Dominion Astrophysical Observatory en Victoria (Columbia Británica). Su nombre refiere a Chris Pritchet, astrónomo de la Universidad de Victoria.